# Tore des Tempelberges

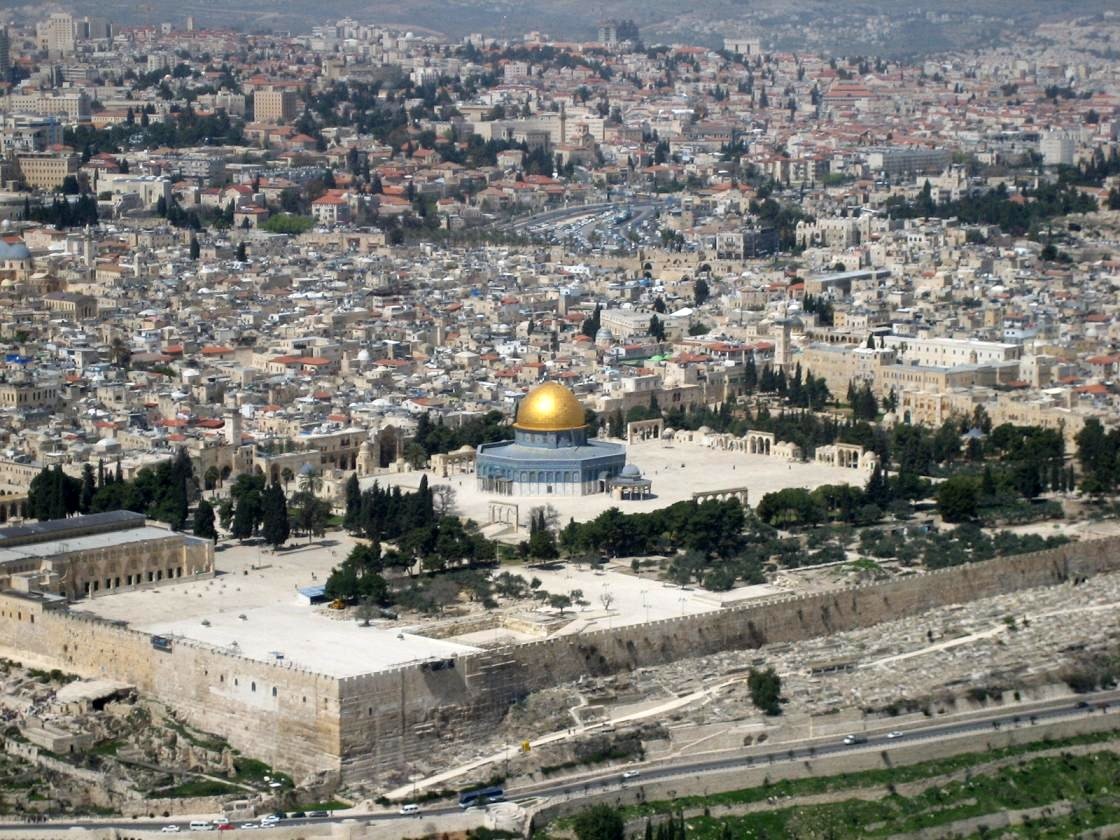
Der Tempelberg in Jerusalem

Karte der Tore des Tempelbergs
Offene Tore
Verschlossene Tore
Öffentlicher Bereich der Westmauer

Der Tempelberg in Jerusalem kann durch elf Tore betreten werden. Zusätzlich gibt es sechs verschlossene Tore.
In der folgenden Liste sind gegen den Uhrzeigersinn die Tore aufgeführt, die auf den Tempelberg führen:

## Offene Tore
Die offenen Tore führen allesamt in die Jerusalemer Altstadt, das Marokkaner-Tor in das jüdische, alle anderen in das muslimische Viertel.

### Stammes-Tor

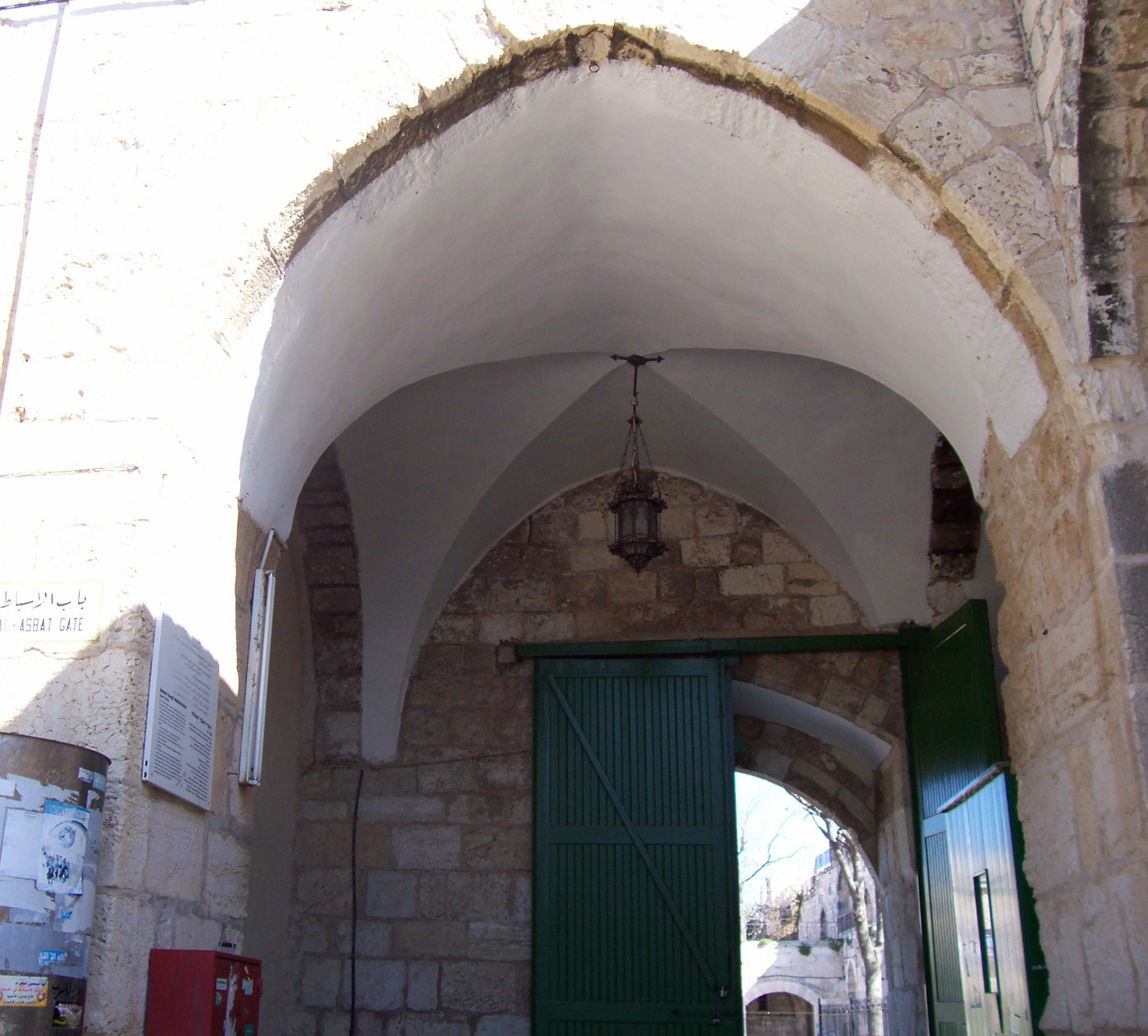
Stammes-Tor

Das Stammes-Tor, auch: Tor der Stämme, (1) (arabisch باب الأسباط Bāb al-Asbāṭ,
hebräisch שַׁעַר הַשְּׁבָטִים Schaʿar ha-Schvatīm, deutsch ‚Tor der Stämme‘ in beiden Sprachen, befindet sich an der nordöstlichen Ecke des Tempelberges.⊙
Schon Herodes der Große ließ rund um den Tempelplatz Säulenhallen errichten.
Diese wurden im jüdisch-römischen Krieg im Jahre 70 bei Kämpfen zwischen römischen Angreifern und jüdischen Verteidigern vernichtet.
In der später erbauten Säulenhalle am Stammes-Tor sind noch einzelne Quadersteine des herodianischen Mauerwerks erhalten. Ebenso deuten Nischen in der Südwand des Antoniafelsens auf die herodianischen Säulenhallen und auf die ebenfalls zerstörten frühislamischen Säulenhallen hin.
Im Jahr 985 bezeichnete al-Muqaddasī das Tor der Stämme als Tor der Söhne Israels.
Die Kreuzfahrer nannten dieses Tor Tor des Paradieses. Sie nahmen an, dass die Wasser der in Ezechiel, Kapitel 47 Vers 1 beschriebenen Quelle durch dieses Tor nach Osten strömten. Als die Ayyubiden nach der Eroberung Jerusalems durch Saladin im Jahr 1187 alle Namen reislamisierten, erhielt das Tor seinen heutigen Namen Tor der Stämme. Vorher hatte entweder das Tor der Finsternis oder das Tor der Vergebung diesen Namen getragen. Der Name Tor der Stämme bezieht sich auf die Zwölf Stämme Israels.

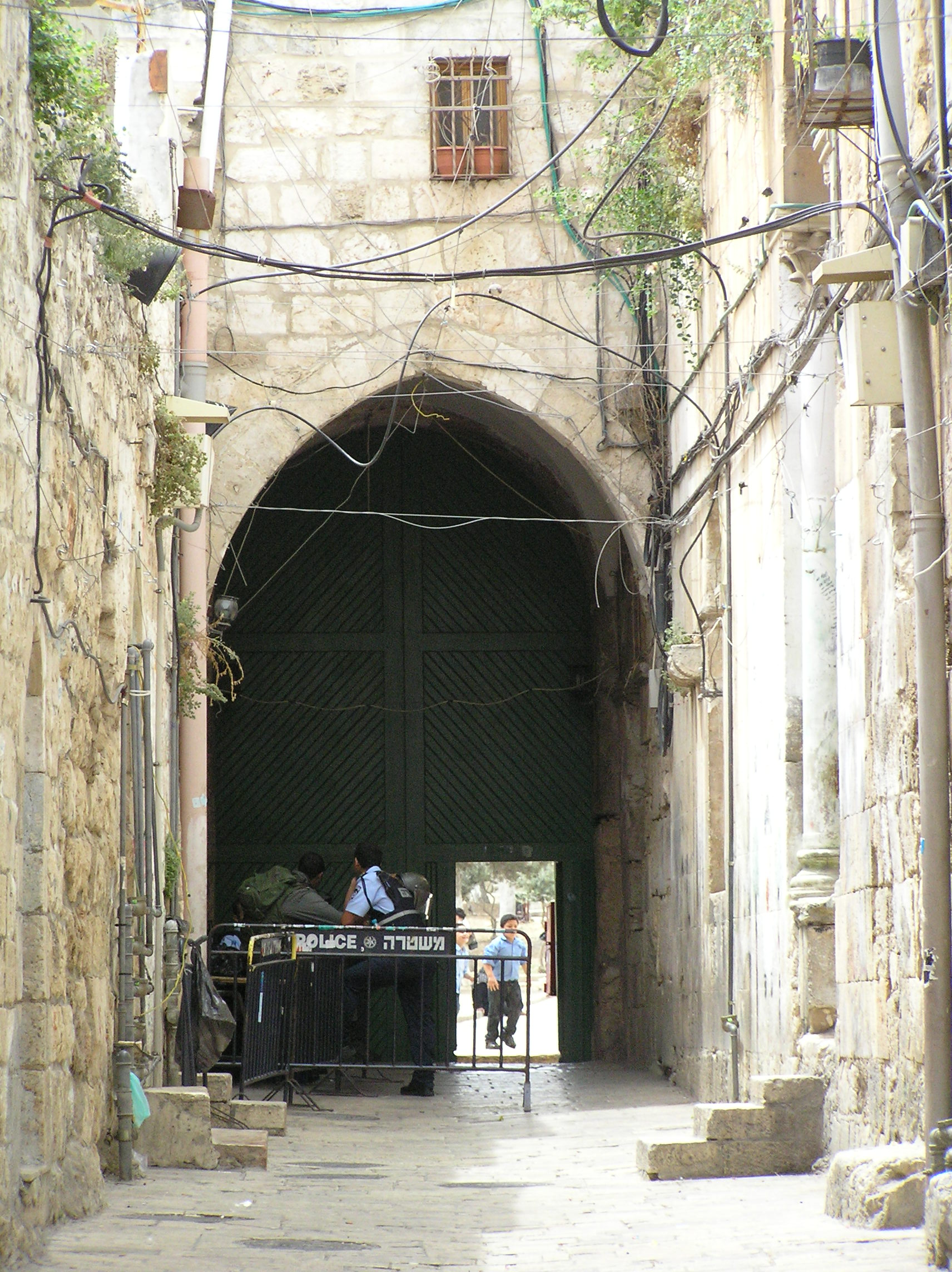
Tor der Verzeihung

### Sühne-Tor
Das Tor der Verzeihung, auch Tor der Vergebung, (2), arabisch باب الحطة Bab al-Hitta, hebräisch שער הסליחה Scha'ar ha-Slicha, liegt auf der Nordseite des Tempelberges.⊙
Das Tor der Verzeihung entstand in frühislamischer Zeit.
Es ähnelt dem Tor der Finsternis.
Wie beim Tor der Finsternis stammt der östliche der beiden Rundbögen aus omaijadischer Zeit und erhielt seine heutige Gestalt in aijubidischer Zeit.
Von Suleiman dem Prächtigen wurde östlich des Tores eine kleine Brunnennische angefügt.
Ursprünglich war mit Tor der Vergebung ein südliches Tor der Westmauer, wahrscheinlich das Barclaytor, gemeint.
Der Name Tor der Vergebung geht auf die Sure 2 Vers 58 (nach anderer Zählung: 2,59) zurück in der es heißt:

«وَادخُلُوا البابَ سُجَّدًا وَقولوا حِطَّةٌ نَغفِر لَكُم خَطاياكُم»

„wad'chulu al-bab sujadan wakulu hitta nagh'fir lakum chatajakum“

„und tretet durch das Tor ein, euch niederwerfend, und sagt: Vergebung,  Wir vergeben euch eure Sünden“

In herodianischer Zeit gab es in der Nordmauer nur ein einziges Tor.
Dieses Tor führte als einziges ebenerdig auf den Tempelberg, bei allen anderen Toren mussten Treppenaufgänge überwunden werden.
Deshalb wurde dieses Tor dazu benutzt Opfertiere und benötigte Materialien auf den Tempelberg zu schaffen.
Außerdem verließen durch dieses Tor Priester, die durch einen Samenerguss unrein geworden waren, den heiligen Bezirk, um sich zu waschen.

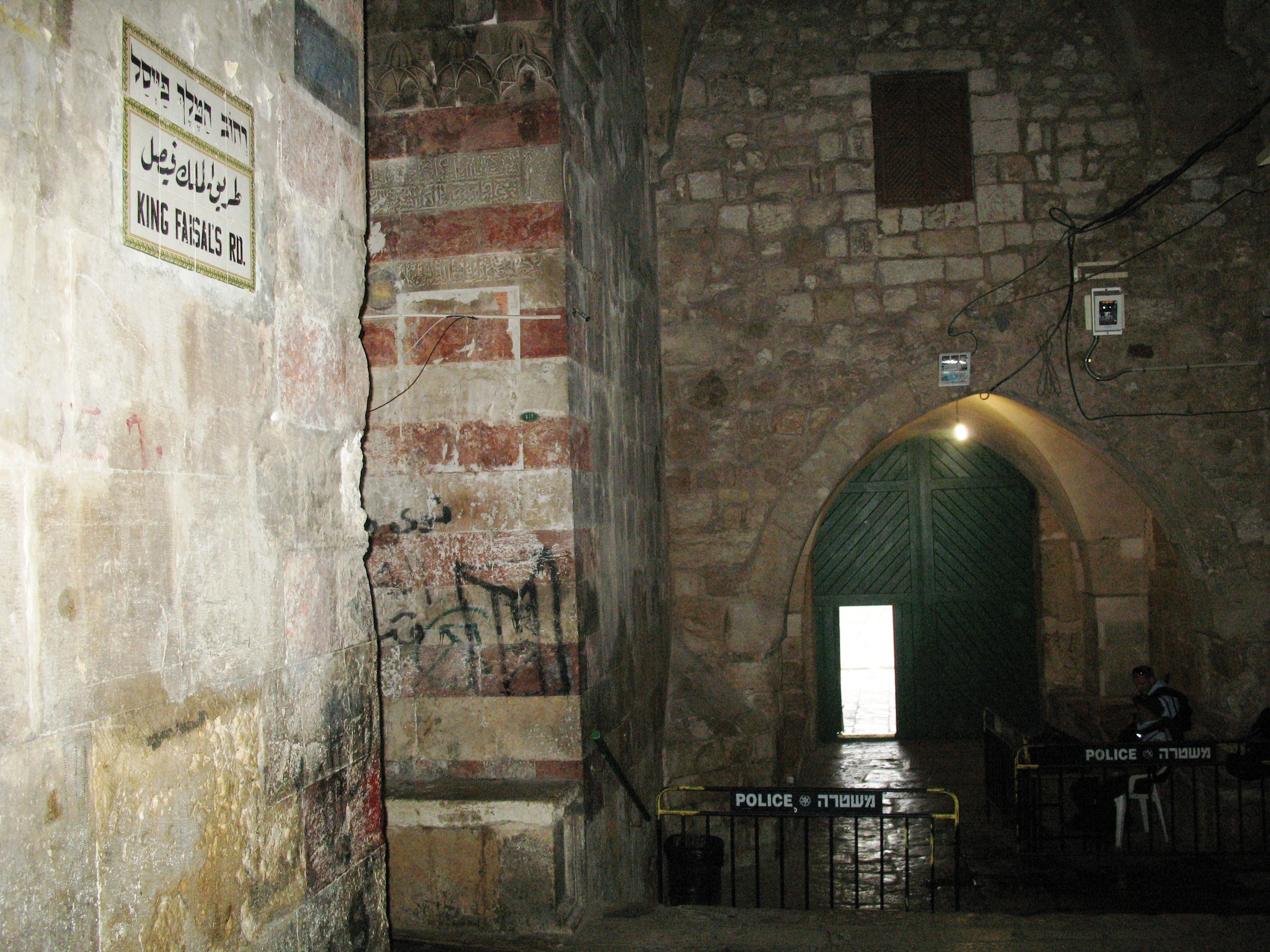
Dunkelheits-Tor

### Dunkelheits-Tor
Das Tor der Dunkelheit, auch: Tor der Finsternis, (3), arabisch باب العتم Bāb al-ʿAtam, hebräisch השער החשוך ha-Scha'ar ha-Chaschoch (weitere Namen: Bab al-Malik Faisal = König-Faisal-Tor, Bab al-Mu'azmiyya, Bab ad-Dawadariya), liegt auf der Nordseite des Tempelberges.⊙
Der Rundbogen der Säulenhalle vor dem Tor der Finsternis stammt aus omaijadischer Zeit.
Der heutige Torbau wurde in aijubidischer Zeit errichtet.
Auch aus aijubidischer Zeit stammt eine Inschrift am ersten Pfeiler östlich des Tores.
Auf dieser Inschrift sind die Maße des Tempelberges verzeichnet.
In den Jahren 1329 bis 1330 wurde die Zawija al-Aminija erbaut, deren schlichte Fassade sich über dem Tordurchgang befindet.

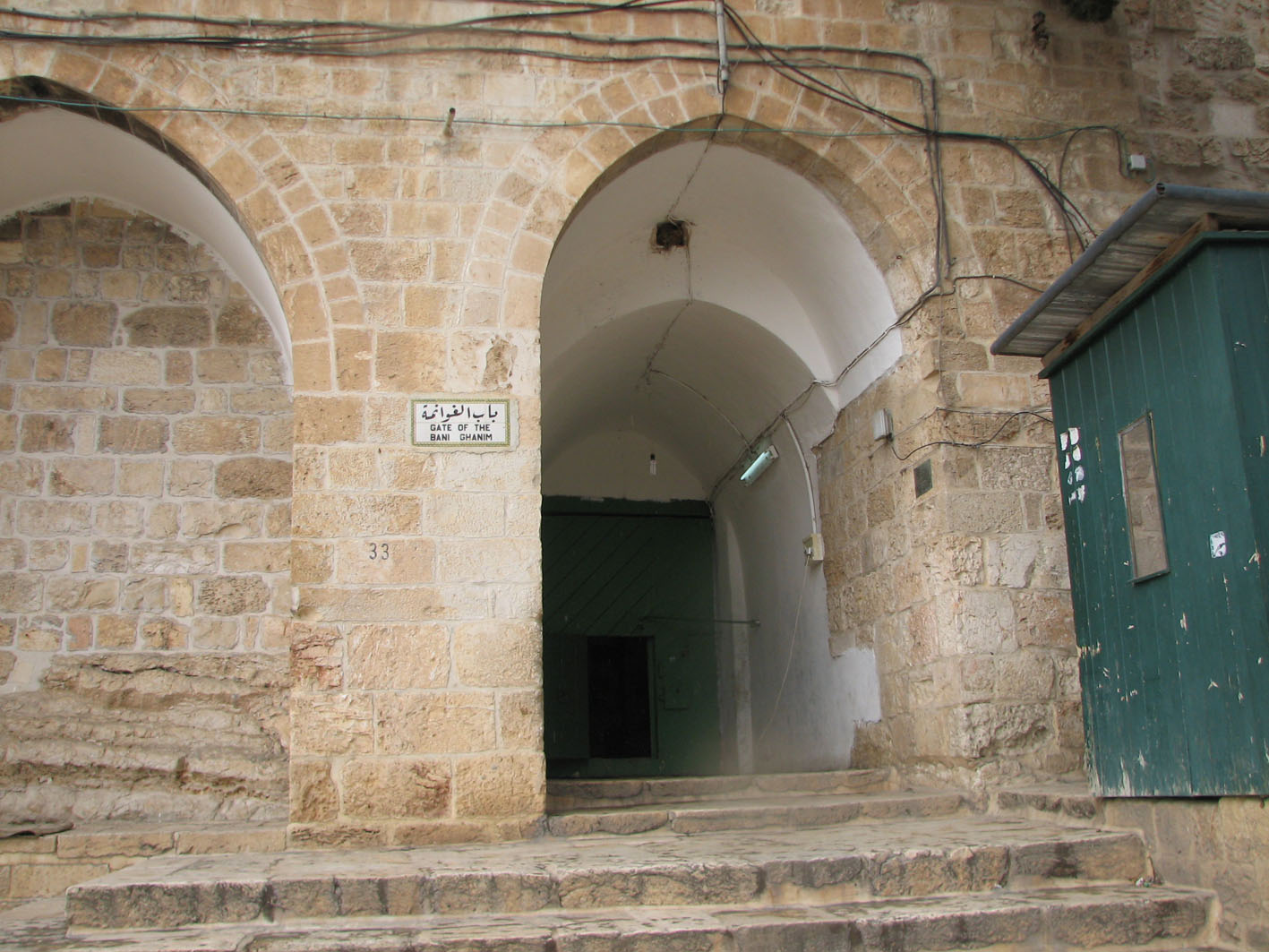
Bani Ghanim-Tor

### Bani Ghanim-Tor
Das Bani Ghanim-Tor (4), arabisch باب الغوانمة Bāb al-Ghawānima, hebräisch שער בני ע'ואנימה Schaʿar Bnej Ġawānīma, befindet sich an der nordwestlichen Ecke des Tempelberges.⊙
Der Name des Tores geht auf eine in der Nachbarschaft lebende Familie al-Ghawanima zurück.
Diese Familie stammte vom Scheich Ghanim ibn Ali ibn Husain ab, der ein Offizier Saladins war.
Der heutige Torbau wurde in der Frühzeit der osmanischen Herrschaft erbaut bzw. erneuert.
Ein Minarett in der Nordwestecke des Tempelberges aus omaijadischer Zeit wurde 1298 durch einen Neubau ersetzt. Es wird Ghawanima-Minarett genannt. Im Bereich des Ghawanima-Tores ist die nordwestliche Felskante des Tempelberges sichtbar.

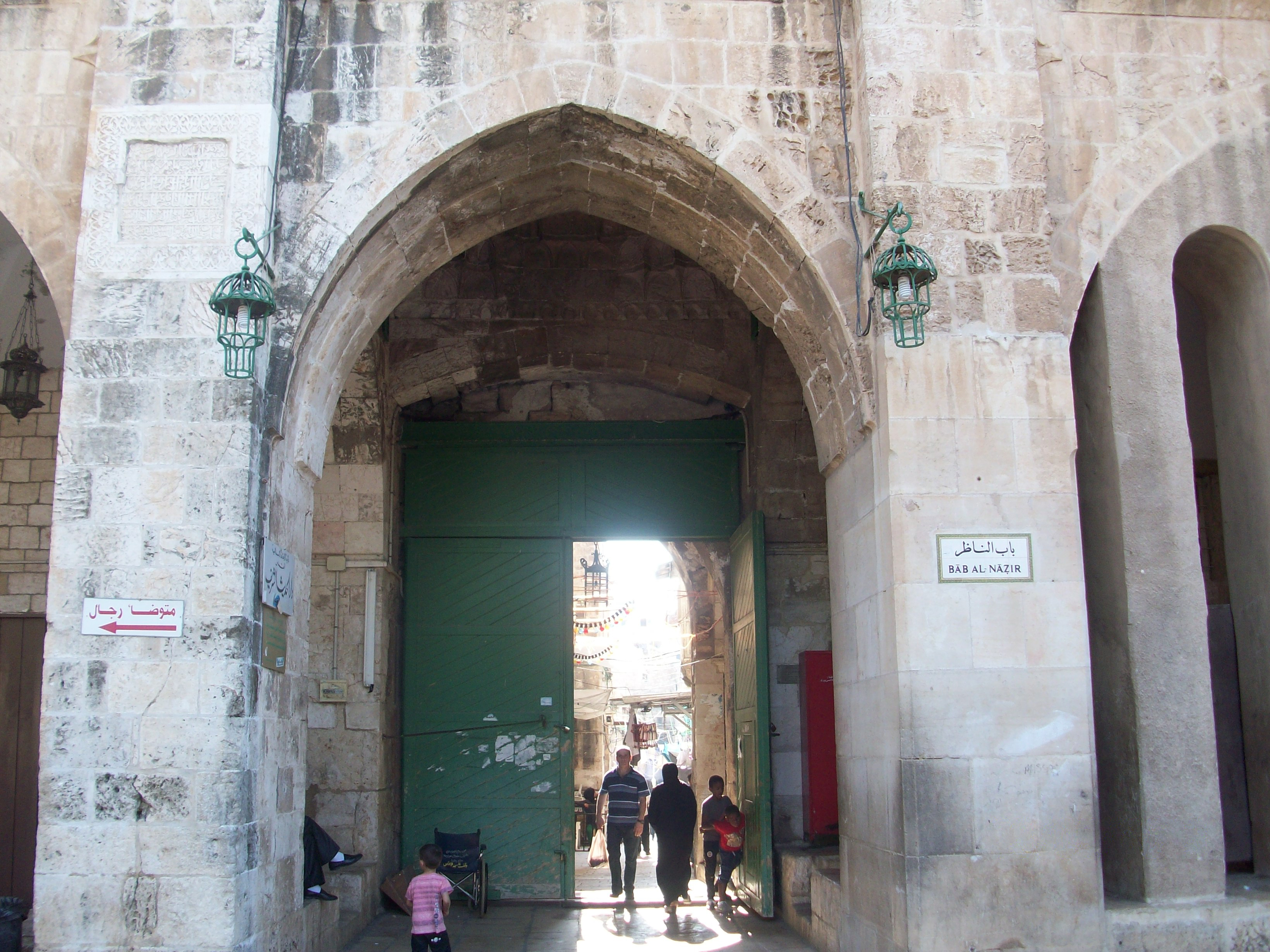
Rats-Tor

### Rats-Tor
Das Rats-Tor (5), arabisch بباب المجلس Bab al-Madschlis, hebräisch שער המשגיח Scha'ar ha-Maschgi'ach, liegt auf der Westseite des Tempelberges.⊙
Weitere Namen sind: arabisch باب الناظر Bab an-Nazir ‚Tor des Inspektors‘ und Bab al-Habs (= Tor des Gefängnisses).
In der Gasse Tariq Bab an-Nazir, die zum gleichnamigen Tor führt, lagen Gebäude, die den Aufsehern des Haram gehörten und als Gefängnisse dienten.
Das Bab an-Nazir wurde in seiner jetzigen Form mit dem halbrunden Bogen im 13. Jahrhundert erbaut.
Ursprünglich geht es wohl auf die omajjadische Zeit zurück.
Eine an beiden Torflügeln angebrachte Inschrift besagt, dass das Tor unter al-Muʿazzam, einem Neffen Saladins im 13. Jahrhundert erneuert wurde.
Die Torkammer des Rats-Tores beherbergt den Eingang zum Waqf.

### Eisen-Tor
Das Eisen-Tor (6), arabisch باب الحديد Bāb al-Hadīd, hebräisch שער הברזל Scha'ar ha-Barsel, liegt auf der Westseite des Tempelberges.⊙
Das Bab al-Hadid wurde 1345 vom arabischen Historiker Shihab al-Umari (1300–1384) erstmals erwähnt, geht aber wohl in vormamelukische Zeit zurück.
Felix Fabri meinte, dass es das eiserne Tor des Gefängnisses sei, aus dem Simon Petrus durch ein Wunder befreit wurde, wie es in der Apostelgeschichte des Lukas Kapitel 12, Vers 10 erzählt wird.
Das Bab al-Hadid ist ein flaches, vorspringendes Nischenportal.
Vom Eisen-Tor gelangt man durch einen schmalen Durchgang zur Kleinen Westmauer, die sich nördlich des Tores befindet.

### Tor der Baumwollhändler

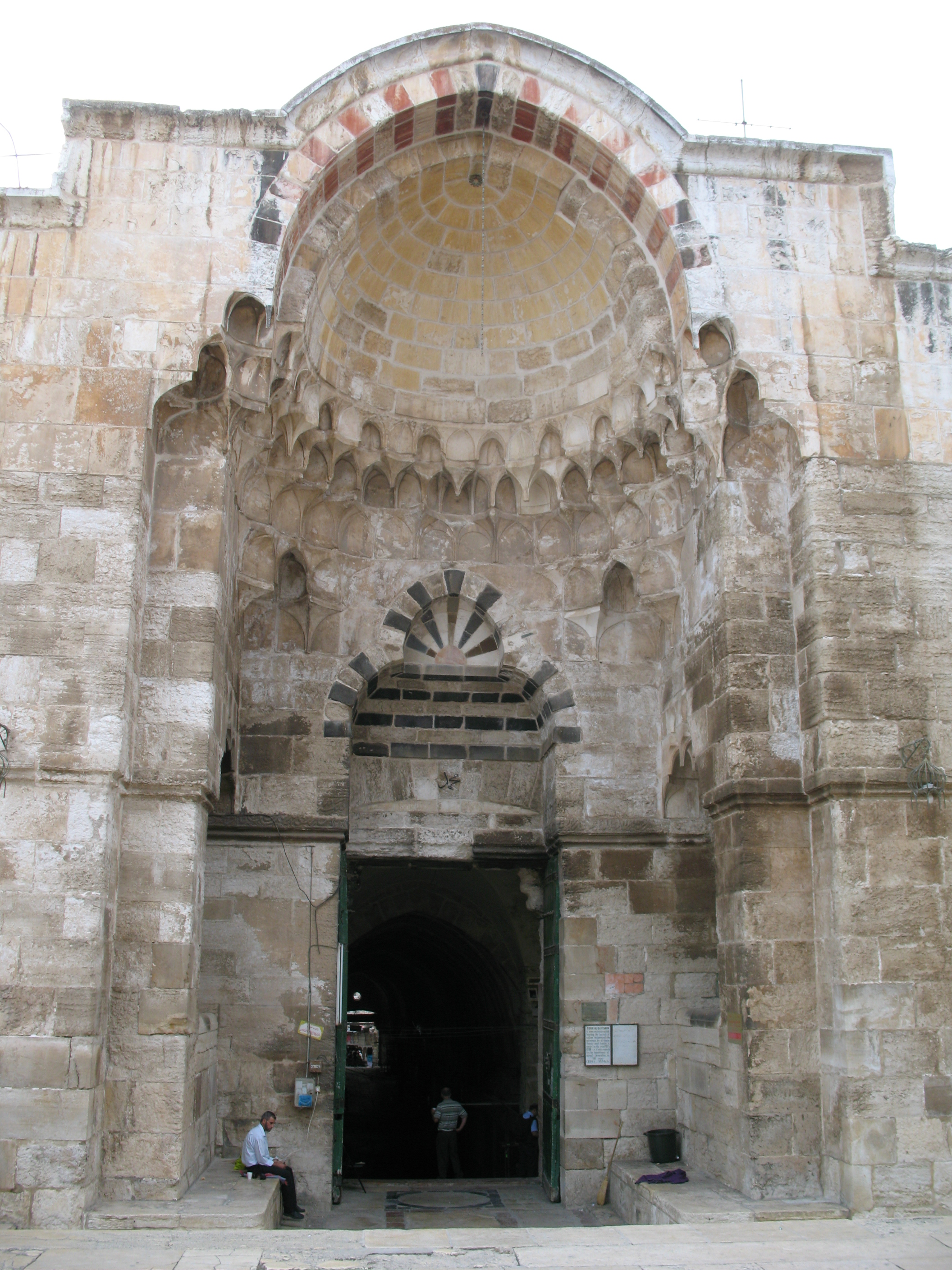
Tor der Baumwollhändler

Das Tor der Baumwollhändler (7), arabisch باب القطانين Bāb al-Qaṭṭānīn, hebräisch שער מוכרי הכותנה Scha'ar Mochri ha-Kutna, liegt auf der Westseite des Tempelberges.⊙
Das Tor der Baumwollhändler ist das prächtigste der westlichen Tore, kann aber nur von innen besichtigt werden, da es verschlossen ist.
Das Bab al-Qattanim verbindet den Markt der Baumwollhändler mit dem Tempelplatz.
Es liegt dem Felsendom fast genau gegenüber.
Die nördlich und südlich des Tores gelegenen Säulenhallen wurden in den Jahren 1335 und 1336 zusammen mit dem Tor errichtet.
1928 und 1929 wurden die Joche 3 bis 7 nördlich des Tores erneuert.
Das Tor der Baumwollhändler wird von einem hohen Stalaktitengewölbe gekrönt.

### Waschungs-Tor

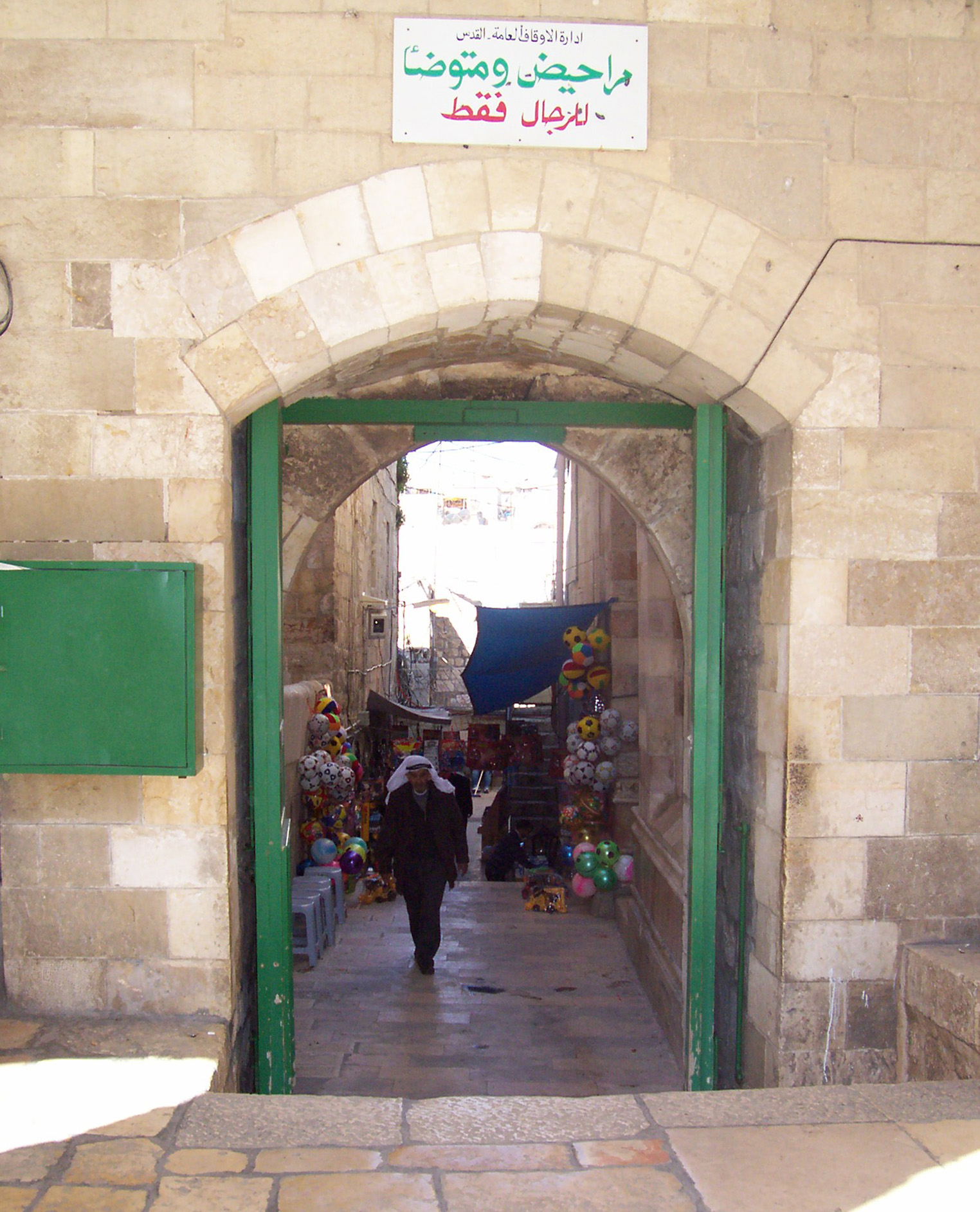
Waschungs-Tor

Das Waschungs-Tor (8), auch: Tor der Reinigung, arabisch باب الطهارة Bāb at-Ṭahāra, hebräisch שער הטהרה Scha'ar ha-Tohora, liegt auf der Westseite des Tempelberges.⊙
Das Tor der Reinigung führt in eine Sackgasse, in der sich öffentliche Toiletten und eine Waschanlage befanden.
Hier konnten die Gläubigen die vor dem Gebet vorgeschriebenen Waschungen vollziehen.
Die Waschanlage wurde im Jahr 1183 von al-Malik al-ʿĀdil Saif ad-Dīn Abū Bakr ben Aiyūb dem Bruder Saladins gestiftet.

### Ketten-Tor

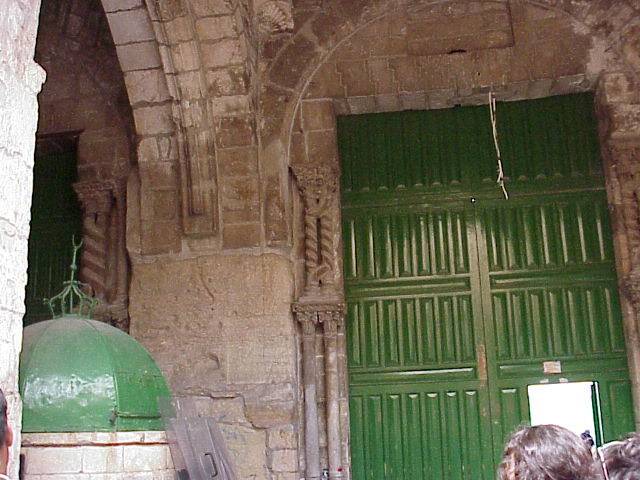
Ketten-Tor

Das Ketten-Tor (11), arabisch باب السلسلة Bāb as-Silsila, hebräisch שער השלשלת Scha'ar ha-Schalschelet liegt auf der Westseite des Tempelberges.⊙
Das Ketten-Tor bildet zusammen mit dem Ruhe-Tor ein Doppeltor.
Das Ketten-Tor liegt an einem Platz am Ende der Kettentorstraße.
In frühislamischer Zeit trug das Doppeltor den Namen Davidstor.
Während der Kreuzfahrerzeit wurde das Doppeltor als Schönes Tor bezeichnet, lateinisch: porta preziosa und porta speciosa.
Es wurde mit der Schönen Pforte der Apostelgeschichte Kapitel 3, Vers 2 und 10 gleichgesetzt, an der Petrus und Johannes einen Gelähmten heilten.
Als nach der Kreuzfahrerzeit die Namen in Jerusalem reislamisiert wurden, erhielt der nördliche Torbogen den Namen „Tor der Einwohnung (Gottes)“ und der südliche Torbogen den Namen „Kettentor“.
Der Name Kettentor bezieht sich auf den Kettendom, der über dieses Tor erreicht wird.
Die Kettentorstraße verläuft über den Wilsonbogen.
Wilsonbogen und Westmauer des Tempelplatzes wurden unter Herodes dem Großen errichtet.
An dieser Stelle stieß die hasmonäische nördliche Stadtmauer auf die Westmauer des Tempelplatzes.
Wahrscheinlich gab es hier schon vor der Zeit des Herodes ein Tor, das Zugang zum Tempelplatz und zur Stadt gewährte.
Eine Brücke an der Schnittstelle von Erster Mauer und der westlichen Säulenhalle des Tempelplatzes wird bereits von Flavius Josephus beschrieben.
Dieser erwähnt sogar mehrere Tore, die sich an dieser Stelle befanden.
In frühislamischer Zeit wurde hier auf den verbliebenen Ruinen die Toranlage wieder hergestellt.
Sie wurde in den Jahren von 970 bis 1047 mit Glasmosaiken verziert.
Nāsir-i Chusrau beschreibt dieses Tor.
In aijubidischer Zeit von 1187 bis 1198 wurde es zum heute erhaltenen mächtigen Doppeltor ausgebaut und von den Osmanen um ein Stockwerk erhöht.

### Maghrebiner-Tor

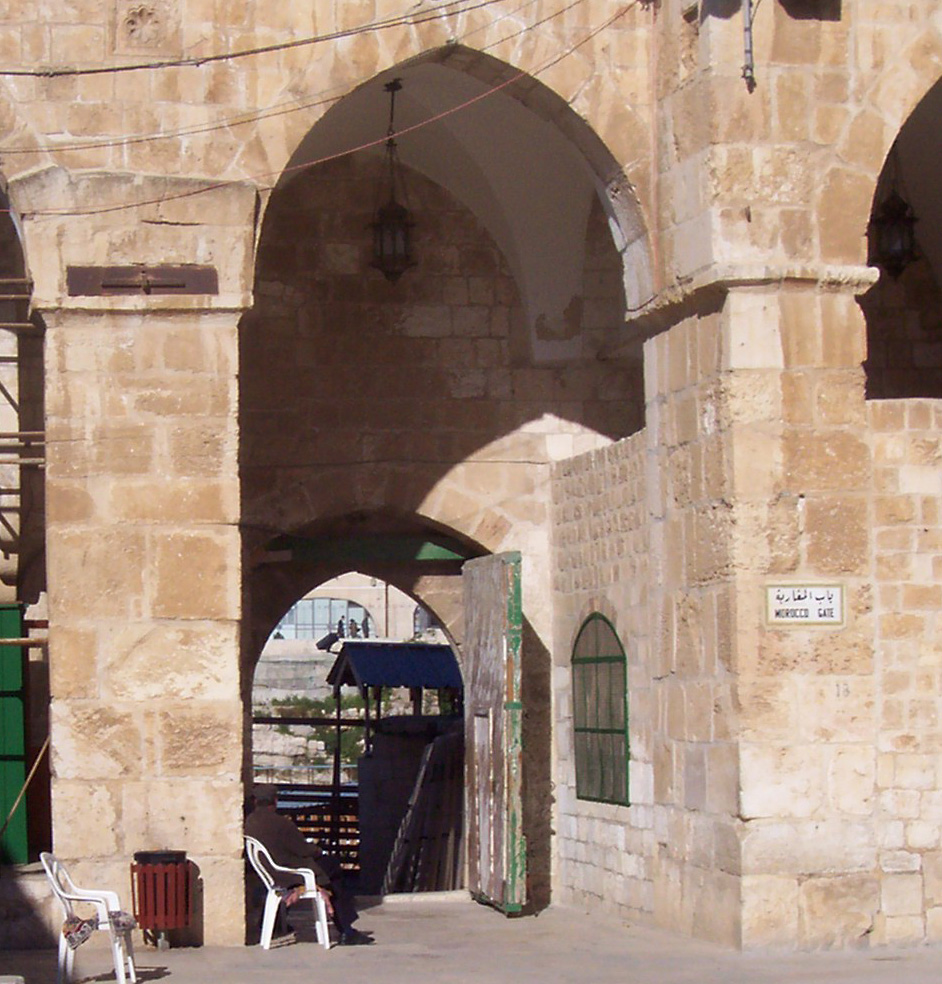
Das Marokkaner-Tor

Das Maghrebiner-Tor (12), (arabisch باب المغاربة Bāb al-Maghāriba, hebräisch שער המוגרבים Scha'ar ha-Mughrabim) liegt auf der Westseite des Tempelberges.⊙
Als das Barclaytor Anfang des 14. Jahrhunderts zugemauert wurde, wurde als Ersatz in den Jahren 1313 und 1314 das Maghrebiner-Tor errichtet.
Dieses Tor ermöglichte den Aufstieg aus dem Maghrebinerviertel zum Tempelberg.
Das Tor hat seinen Namen vom Marokkanischen Stadtviertel, welches bis zum Jahr 1967 in der Jerusalemer Altstadt existierte. Es grenzte direkt an das Tor an.
Aus den Trümmern des vernichteten Stadtviertels wurde eine Rampe aufgeschüttet, die zum Maghrebiner-Tor führte.
Als diese Rampe 2004 aufgrund eines Erdbebens und verschiedener Wetterereignisse abrutschte, wurde sie 2007 durch eine Holzkonstruktion ersetzt.
Das Tor ist nur über diese provisorische Brücke zu erreichen und der einzige Zugang zum Tempelberg für Nicht-Muslime.

## Verschlossene Tore

### Goldenes Tor
Das Goldene Tor (19) (hebräisch שער הרחמים Scha'ar haRachamim „Tor des Erbarmens“; arabisch باب الرحمة al-Bāb adh-Dhahabī, „Goldenes Tor“, mit zusätzlichen Namen für die zwei Portale: Bāb ar-Rahma, Gnadentor, für das südliche und Bāb at-Tauba, Bußtor, für das nördliche) befindet sich an der Ostmauer und ist damit gleichzeitig eines der Stadttore der Altstadt. Das Tor wurde gleich nach dem Wiederaufbau durch Sultan Süleyman den Prächtigen zugemauert.⊙

### Ruhe-Tor
Das Ruhe-Tor (9), auch Tor der Gegenwart Gottes, arabisch باب السكينة Bāb as-Sakīna, liegt auf der Westseite des Tempelberges.⊙
Das Ruhe-Tor bildet zusammen mit dem Ketten-Tor ein Doppeltor.
Das Tor der Gegenwart Gottes ist von außen verschlossen.
Innen (auf der Tempelberg-Seite) hat es eine Vorhalle mit einer Andachtsstätte mit Gebetsnischen.
Nach der Legende wurde die Bundeslade von Engeln ergriffen und an dieser Stelle niedergestellt.
Das arabische Wort Sakīna entspricht dem hebräischen Schechina.
Die Sakīna wird in mehreren Koranversen erwähnt.
Dabei wird speziell Vers 248 aus Sure 2 (nach anderer Verszählung: 2,249) auf die Bundeslade bezogen, die von den Engeln getragen wird.

«وَقالَ لَهُم نَبِيُّهُم إِنَّ آيَةَ مُلكِهِ أَن يَأتِيَكُمُ التّابوتُ فيهِ سَكينَةٌ مِن رَبِّكُم وَبَقِيَّةٌ مِمّا تَرَكَ آلُ موسىٰ وَآلُ هارونَ تَحمِلُهُ المَلائِكَةُ ۚ إِنَّ في ذٰلِكَ لَآيَةً لَكُم إِن كُنتُم مُؤمِنينَ»

„wa-qāla lahum nabiyyuhum ʾinna ʾāyata mulkihī ʾan yaʾtiyakumu t-tābūtu fīhi sakīnatun min rabbikum wa-baqiyyatun mimmā taraka ʾālu mūsā wa-ʾālu hārūna taḥmiluhu l-malāʾikatu ʾinna fī dhālika la-ʾāyatan lakum ʾin kuntum muʾminīn“

„Und ihr Prophet sagte zu ihnen: „Das Zeichen seiner Herrschaft ist, daß die Bundeslade zu euch kommen wird; in ihr ist innere Ruhe von eurem Herrn und ein Rest von dem, was die Sippe Mūsās und die Sippe Hārūns hinterließen, getragen von Engeln. Darin soll wahrlich ein Zeichen für euch sein, wenn ihr gläubig seid.““

In frühislamischer Zeit trug vermutlich das benachbarte Warrentor den Namen „Tor der Gegenwart Gottes“.
Hier wurde die jüdische Tradition fortgeführt, die von einer bleibenden Anwesenheit Gottes an der Westmauer des Tempelplatzes spricht.

### Einzel-Tor
Das Einzel-Tor (17) befindet sich in der Südmauer und führte früher zu dem als Ställe Salomos bekannten Areal.⊙

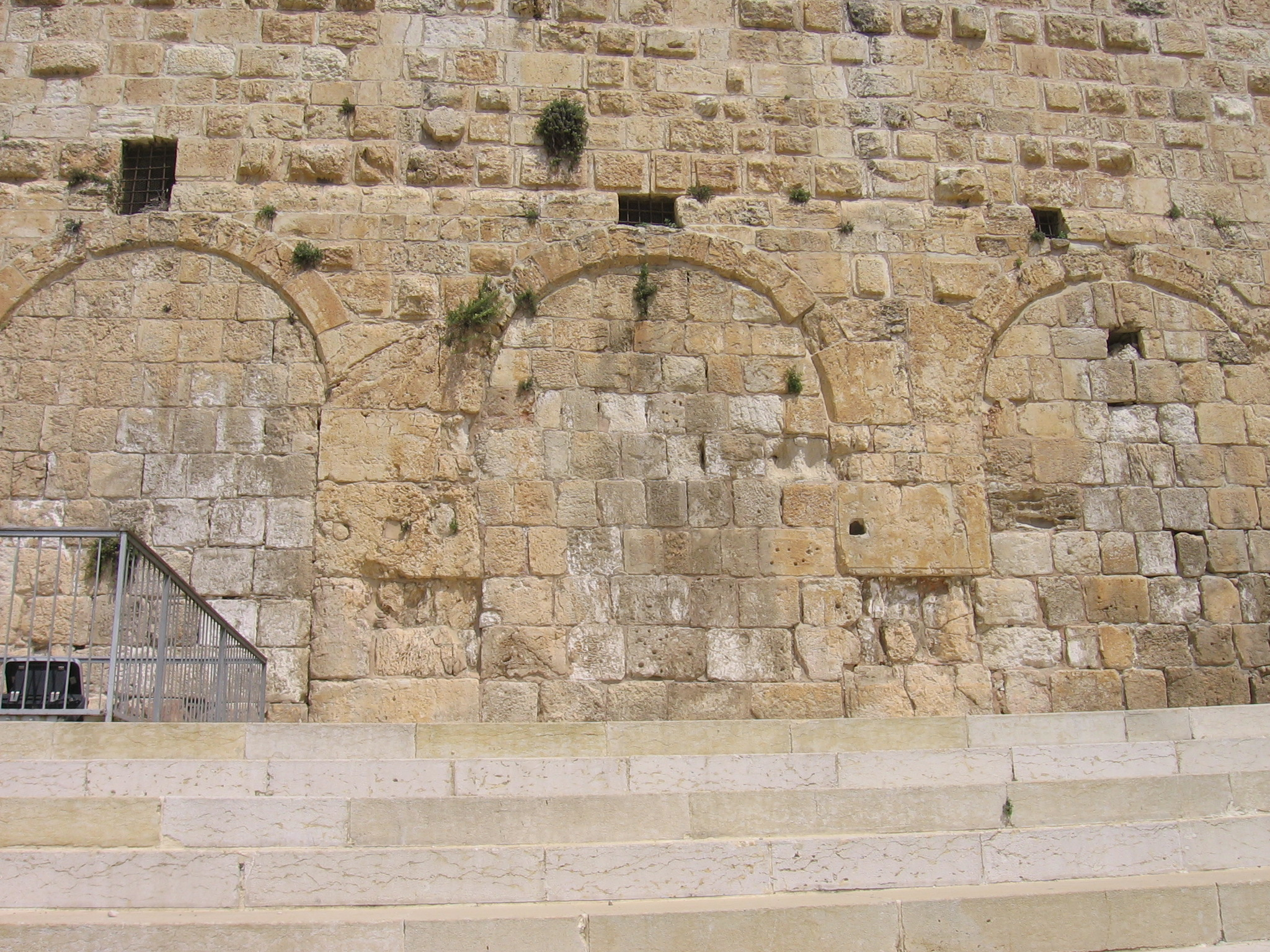
Huldah-Tore: Dreifachtor

### Huldah-Tore
Arabisch: Bāb Chulda
Es handelt sich um zwei verschiedene Tore, die sich beide an der Südmauer befinden. Bei den zwei Toren handelt es sich um:
- Das Doppeltor (15), teilweise verdeckt von einem Turm aus der Kreuzfahrerzeit.⊙
- Das Dreifachtor (16), östlich vom Doppeltor.⊙

### Barclay-Tor
Das Barclay-Tor (13) liegt unterhalb des Maghrebiner-Tores.⊙ Es ist eines der ursprünglichen Tore des Tempelberges. Es wurde nach James Turner Barclay benannt, einem christlichen Missionar in Jerusalem. Er entdeckte es im Jahr 1848 von seiner Innenseite auf dem Tempelberg. Heute ist der Raum geschlossen, der Zugang ist nur mit Zustimmung des Waqf erlaubt. Nach dem Sechs-Tage-Krieg planten das Israelische Ministerium für Religion und Prof. Benjamin Mazar, der die Ausgrabungen außerhalb der Südmauer des Tempelbergs leitete, das Tor freizulegen. Sowohl jüdische als auch muslimische religiöse Führer verhinderten dies.

### Warren-Tor
Das Warren-Tor (9) wurde zuerst im 19. Jahrhundert durch den britischen Archäologen Charles Warren beschrieben. Es befindet sich etwa 46 m nach dem Beginn des Klagemauertunnels.⊙

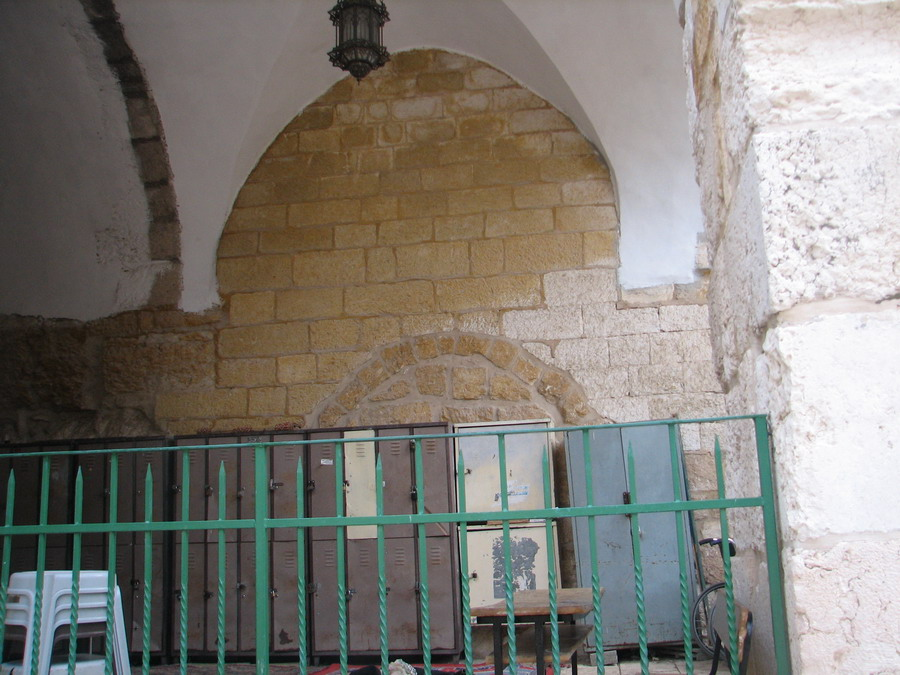
Begräbnis-Tor

### Begräbnis-Tor
Das Begräbnis-Tor (18) arabisch باب الجنائز Bab al-Jana'iz ‚Tor des Begräbnisses‘ auch: arabisch باب البراق Bab al-Buraq ‚Buraq-Tor‘, hebräisch שער המזרח Scha'ar ha-Misrach, deutsch ‚Tor des Ostens‘ ist ein nur schwer erkennbares, möglicherweise improvisiertes Tor in der Ostmauer etwas südlich des Goldenen Tors.
⊙